# Erste Bank
De Erste Bank der österreichischen Sparkassen AG, populair Erste Bank, is een Oostenrijkse bank. Het is een van de grootste banken van het land en maakt onderdeel uit van Erste Group. Erste Group heeft verder belangen in banken in diverse Oost-Europese landen.

## Geschiedenis
Het was de dominee Johann Baptist Weber uit Leopoldstadt die in de economisch moeilijke tijd na Napoleon in 1819 de „Verein der Ersten österreichischen Spar-Casse“ oprichtte en op 4 oktober 1819 opende hij het eerste filiaal. Deze bank groeide snel en hieruit ontstond onder andere in 1824 de "Cassa di Risparmio delle Provincie Lombarde - Cariplo" die vandaag een van de grootste banken ter wereld is.
Een opmerkelijk detail van de bank is dat men het voor elkaar kreeg dat na de Anschluss in 1938 men de naam Oostenrijk in de banknaam mocht houden.
Eind jaren 90 begint Erste met de koop van meerderheidsbelangen in Oost-Europese landen. In 1997 werd het eerste belang in Hongarije gekocht, vervolgens Tsjechië, Kroatië, Slowakije, Servië en in 2005 volgde Roemenië. Hier werd een meerderheidsbelang gekocht in Banca Comerciala Romana, een grote bank met 2,8 miljoen klanten en 12.000 medewerkers. Het had ook een bank in Ukraine, maar na zware verliezen werd dit belang verkocht in 2012. In 2008 werd een holding opgericht, Erste Group, en de Oostenrijkse activiteiten gaan sindsdien verder onder de officiële naam Erste Bank der oesterreichischen Sparkassen AG.

## Activiteiten
Erste Group is buiten Oostenrijk actief in de onderstaande landen:
- Kroatië: Erste Bank Croatia (62%, fusie van Riječka banka, Steiermärkische Sparkasse, Bjelovarska banka, Trgovačka banka en *Čakovečka banka)
- Roemenië: Banca Comerciala Romana (61,88 %)
- Servië: Erste Bank Serbia (83,28%; voorheen Novosadska banka)
- Slowakije: Slovenská sporiteľňa (100%)
- Slovenië: Kärntner Sparkasse
- Tschechië: Česká spořitelna (98%), en filialen van Waldviertler Sparkasse
- Hongarije: Erste Bank Hungary (99,9%; Fusie van Erste, Mezőbank en Postabank)

In 2021 was de bijdrage van Oostenrijk aan de inkomsten en de nettowinst van de Erste Group iets minder dan 50% van het totaal.
De aandelen van de groep staan genoteerd aan de Wiener Börse en Erste Group maakt deel uit van de Austrian Traded Index, de belangrijkste aandelenindex van deze effectenbeurs.